# Hansen's Konditori & Cafe
Hansen's Konditori & Cafe var navnet på et konditori beliggende i Ringsted. Det blev grundlagt den 13. oktober 1796 og var i 2017 Danmarks ældste eksisterende konditori.
Jacob Lensch åbnede for forretningen i 1796 og drev forretningen indtil sin død i 1826, hvorefter hans kone fortsatte konditoriet.
Den 19. august 1867 overtog P. Herman Jensen Konditoriet, og det gik i arv fra far til søn i flere generationer, indtil Willi Jensen solgte forretningen til familien Hansen i 2011.
C.R.B. Jensen rev mellem 1893-1929 det gamle lave hus ned og byggede den nuværende bygning. Konditoriet blev i årene efter Anden Verdenskrig brugt som mødelokaler for foreninger, og der blev ofte skænket kaffe efter begravelsen.
Den 26. september 1989 satte en pyroman ild på ejendommen. Ingen kom til skade.
Familie Hansen overtog forretningen d. 1. oktober 2011. Konditoriet blev efterfølgende renoveret og bragt tilbage til datidens stil og farver.
Familien modtog i 2014 Ringsted Kommunes arkitektturpris for facaderenoveringen.
I 2016 overtog Lars Deleuran bageriet. Han havde desuden Hammershus Bageri i Herfølge og en café i Køge. Året efter blev stedet overtaget af Munkegårdens Bageri, men i 2019 flyttedes forretningen til en adresse ud mod torvet.